# HMS Traveller (1941)
HMS Traveller (N48) – brytyjski okręt podwodny należący do brytyjskich okrętów podwodnych typu T. Został zbudowany w stoczni Scotts w Greenock. Zwodowano go w sierpniu 1941.

## Służba
„Traveller” służył na Morzu Śródziemnym przez większość swojej służby wojennej. W większości ataków nie odniósł sukcesów. Zatopił włoski statek handlowy „Albachiara”, ale nie trafił małego lekkiego krążownika „Cattaro”, tankowca „Proserpina” (ex. francuskiego „Beauce”) i torpedowców „Castore” i „Ciclone”. Zgłosił także atak na dwa niezidentyfikowane okręty podwodne.
„Traveller” opuścił Maltę 28 listopada 1942 na patrol w Zatoce Taranto. Przeprowadził zwiad w porcie w Taranto przy użyciu żywej torpedy Chariot (operacja Portcullis). Okręt podwodny nie powrócił z rejsu i został zgłoszony jako opóźniony 12 grudnia. Prawdopodobnie wszedł na minę 4 grudnia (lub w pobliżu tej daty).